# Yuliya Sotnikova
Pour les articles homonymes, voir Sotnikova.
Yuliya Sotnikova (en russe : Юлия Владимировна Сотникова ; en français : Ioulia Vladimirovna Sotnikova), née le 18 novembre 1970 à Gorki, aujourd'hui Nijni Novgorod, est une ancienne athlète russe spécialiste du 400 mètres. 

## Palmarès

### Jeux olympiques d'été
- Athlétisme aux Jeux olympiques de 2000 à Sydney,  Australie
  -  Médaille de bronze du relais 4 × 400 m

### Championnats du monde d'athlétisme
- Championnats du monde d'athlétisme 1995 à Göteborg,  Suède
  -  Médaille d'argent du relais 4 × 400 m

### Championnats du monde d'athlétisme en salle
- Championnats du monde d'athlétisme en salle 2001 à Lisbonne,  Portugal
  -  Médaille d'or du relais 4 × 400 m